# NGC 5227
NGC 5227 (другие обозначения — UGC 8566, MCG 0-35-10, ZWG 17.29, IRAS13328+0140, PGC 47915) — спиральная галактика с перемычкой (SBb) в созвездии Дева.
Этот объект входит в число перечисленных в оригинальной редакции «Нового общего каталога».